# Albacor Blanca
Albacor Blanca es un cultivar de higuera de tipo higo común Ficus carica, bífera (con dos cosechas por temporada, brevas e higos de otoño), de higos de epidermis con color de fondo verde amarillento con sobre color verde blanquecino. Se cultiva en la colección de higueras de Montserrat Pons i Boscana en Llucmajor, Islas Baleares.

## Sinonimia
- „Aubique Blanche“ en Francia,[4][6][7]
- „Aubacó Blanca“ en la Comunidad Valenciana.

## Historia
Actualmente la cultiva en su colección de higueras baleares Montserrat Pons i Boscana, rescatada de un ejemplar o higuera madre cultivada en "ses Cosmes" en el término de Llucmajor, propiedad de Françesc Mir, el único árbol localizado de esta variedad.
La variedad 'Albacor Blanca' es originaria de Manacor donde era conocida y cultivada.

## Características
La higuera 'Albacor Blanca' es una variedad bífera de tipo higo común. Árbol de gran desarrollo, con copa altiva estirada y poco espesa de ramaje. Sus hojas con 3 lóbulos son las mayoritarias, de 5 lóbulos (20%) y pocas de 1 lóbulo. Sus hojas con dientes presentes y márgenes serrados marcados. 'Albacor Blanca' tiene un desprendimiento mediano de higos, y un rendimiento productivo reducido por cada árbol. La yema apical cónica de color verde amarillento.
Los frutos 'Albacor Blanca' son de tamaño de longitud x anchura de 35 x 55 mm de forma en las brevas ovoidal bastante alargadas y en higos de otoño urceolados, que presentan unos frutos grandes, sobre todo las brevas, simétricos en la forma y uniformes en las dimensiones, de unos 36,130 gramos en promedio, de epidermis de consistencia fuerte, grosor de la piel grueso medio áspero, de color de fondo verde amarillento con sobre color verde blanquecino. Ostiolo de 0 a 2 mm con escamas medianas rojas. Pedúnculo de 2 a 3 mm cilíndrico delgado corto de color verde. Grietas ausentes. Costillas marcadas. Con un ºBrix (grado de azúcar) de 17 no muy sabrosas en las brevas, y de 18 poco dulce en higos, con color de la pulpa rojo claro. Con cavidad interna mediana a pequeña, y una gran cantidad de aquenios medianos. Son de un inicio de maduración en las brevas sobre el 20 de junio, la maduración de los higos sobre el 1 de septiembre a 10 de octubre. De rendimiento por árbol reducido tanto en higos como en brevas.
Se usa como brevas e higos frescos para alimentación humana. Frescos y secos para alimentación animal. Poco prolífica, con una producción reducida tanto de brevas como de higos. Son de fácil abscisión del pedúnculo y de pelado. Bastantes resistentes a las lluvias, transporte, a la sequía y a la apertura del ostiolo. Medianamente susceptibles al desprendimiento.

## Cultivo
'Albacor Blanca', se utiliza brevas e higos frescos para alimentación humana. Los higos en fresco y seco para consumo animal (ganado porcino y ovino). Se está tratando de recuperar de ejemplares cultivados en la colección de higueras baleares de Montserrat Pons i Boscana en Llucmajor.